# Der letzte Tag deines Lebens
Der letzte Tag deines Lebens ist das vierte Soloalbum des Rappers Farid Bang. Es erschien am 27. Januar 2012 über Eko Freshs Label German Dream in Zusammenarbeit mit der Sony-Tochterfirma 7days music entertainment AG als Standard-, iTunes- und Amazon-Edition (inklusive T-Shirt und DVD).

## Inhalt
Wie auch auf früheren Veröffentlichungen des Künstlers befinden sich auf dem Album viele typische Gangsta-Rap-Songs. Dazu zählen Farid Bang, Der letzte Tag deines Lebens, Pusher, Ich will Beef und Samurai. Dabei werden Seitenhiebe gegen andere Rapper wie Sido und Alpa Gun ausgeteilt. Im Gegensatz zu diesen Stücken sind auch mehrere nachdenkliche, ruhigere Lieder (z. B. Alemania, Keine Träne, Irgendwann, Du fehlst mir) auf dem Tonträger enthalten.

## Gastbeiträge
Auf lediglich sechs Liedern des Albums sind Beiträge von anderen Künstlern zu finden. So ist Farid Bangs Labelkollege Summer Cem beim Song Vom Dealer zum Rapstar zu hören, während der US-amerikanische Rapper Young Buck einen Gastbeitrag auf Converse Musik besitzt. Der Sänger Ramsi Aliani tritt auf Irgendwann in Erscheinung und die Sängerin Zemine singt den Refrain bei Du fehlst mir. Außerdem rappt Farid Bangs Labelchef Eko Fresh auf dem Track German Dream 2012 und beim Bonussong Weißer Krieger ist der Rapper L-Nino vertreten. Außerdem sind auf dem Intro Summer Cem, Eko Fresh, Massiv, Kollegah, Bass Sultan Hengzt und Favorite vertreten. Auf der iTunes-Version sind auf dem Song Converse Musik (Remix) Gastbeiträge von Al-Gear, L-Nino, Massiv, sowie von Young Buck, der schon auf der Standard-Version des Songs vertreten ist.

## Covergestaltung
Die Cover beider Editionen sind im Comic-Format gehalten. So zeigt das Cover der Standard-Edition eine muskulöse Figur mit freiem Oberkörper, die Farid Bang ähnelt und zum Schlag ausholt. Das Artwork der Amazon-Edition zeigt die gleiche Figur mit zwei Schusswaffen in den Händen. Im oberen Teil der Illustrationen stehen jeweils die Schriftzüge Farid Bang und Der letzte Tag deines Lebens.
Vor der Veröffentlichung dieser beiden Albencover gelangte ein ebenfalls comicartiges Artwork ins Internet, das neben Farid Bang die Künstler Sido, Kool Savas, Alpa Gun und DJ Desue im Fadenkreuz zeigte. Diese Illustration wurde aber angeblich aufgrund einer Unterlassungsklage verworfen.

## Titelliste
| Professionelle Bewertungen | Professionelle Bewertungen |
| -------------------------- | -------------------------- |
| Kritiken                   |                            |
| Quelle                     | Bewertung                  |
| laut.de                    | [ 4 ]                      |
| rap.de                     | [ 5 ]                      |

| #  | Titel                        | Gastmusiker  | Produzent         | Länge |
| -- | ---------------------------- | ------------ | ----------------- | ----- |
| 1  | Intro                        |              | B-Case & Joznez   | 2:08  |
| 2  | Farid Bang                   |              | M3                | 4:38  |
| 3  | Der letzte Tag deines Lebens |              | Street Fabolous   | 3:50  |
| 4  | Vom Dealer zum Rapstar       | Summer Cem   | Juh-Dee           | 3:52  |
| 5  | Alemania                     |              | Rooq              | 3:31  |
| 6  | Keine Träne                  |              | Street Fabolous   | 4:30  |
| 7  | Meer                         |              | Pokerbeats        | 4:23  |
| 8  | Pusher                       |              | Juh-Dee           | 3:45  |
| 9  | Ich will Beef                |              | Brisk Fingaz      | 4:05  |
| 10 | Converse Musik               | Young Buck   | Shuko             | 4:10  |
| 11 | Samurai                      |              | ILLthinker & Reef | 3:50  |
| 12 | Ich bin drauf                |              | Juh-Dee           | 3:20  |
| 13 | Irgendwann                   | Ramsi Aliani | Street Fabolous   | 4:11  |
| 14 | Du fehlst mir                | Zemine       | Juh-Dee           | 4:23  |
| 15 | German Dream 2012            | Eko Fresh    | Shuko & Freedo    | 4:14  |

Bonussong der Amazon-Edition:
| #  | Titel          | Gastmusiker | Länge |
| -- | -------------- | ----------- | ----- |
| 16 | Weißer Krieger | L-Nino      | 3:53  |

+ 70-minütige DVD

## Vermarktung
Im Vorfeld der Veröffentlichung des Albums erschienen Videos zu den Songs Keine Träne, Alemania, Irgendwann und Pusher sowie ein neunteiliger Videoblog im Internet. Außerdem wurde am 18. Januar 2012 ein Snippet veröffentlicht.

## Chartplatzierungen und Singles
Der letzte Tag deines Lebens stieg in der 7. Kalenderwoche des Jahres 2012 auf Platz 3 in die deutschen Albumcharts ein. Bis zur Veröffentlichung des Albums Jung, brutal, gutaussehend 2, das Mitte Februar 2013 Platz 1 der Album-Charts erreichen konnte, war Platz 3 für Der letzte Tag deines Lebens die höchste Chartplatzierung sowohl für Farid Bang als auch für sein Label German Dream. Das Album hielt sich vier Wochen in den Top 100. Nach eigenen Angaben hat Farid Bang von dem Album rund 50.000 Exemplare verkauft, davon allein in der ersten Verkaufswoche über 20.000.
Als einzige Single zum Album wurde am 10. Februar 2012 der Song Irgendwann zum Download ausgekoppelt, konnte sich jedoch nicht in den Charts platzieren.